# Diamantino
Diamantino est une petite ville de l'État du Mato Grosso au Brésil, au bord de la rivière du même nom. La population est de 18.580 habitants. À une altitude de 560 mètres, la ville est située au pied du plateau du Mato Grosso.
Son histoire débute en 1730, lorsqu'elle a été créée comme campement de chercheurs d'or. En 1746, des diamants y ont été trouvés, provoquant un afflux de population et le développement de la ville. La quantité de diamants estimée ayant été très fortement exagérée, la population a été en déclin depuis lors. Aujourd'hui y est cultivé et exporté de la vanille et l'Ipécacuanha.
Près de la ville se situe le pôle sud américain de l'inaccessibilité, c'est-à-dire qu'à aucun autre endroit d'Amérique du Sud on est aussi distant de l'océan le plus proche. Le plus proche est l'océan pacifique à la frontière chiléo-bolivienne.

## Sources
(en) Cet article est partiellement issu de l’article de Wikipedia en anglais intitulé Diamantino.
- Il contient du texte librement traduit, d'un document disponible dans le domaine public, à savoir: Chisholm, Hugh, ed (1911). Encyclopædia Britannica (Eleventh ed.). Cambridge University Press.